# Obrium cruciferum
Obrium cruciferum är en skalbaggsart som beskrevs av Bates 1885. Obrium cruciferum ingår i släktet Obrium och familjen långhorningar. Inga underarter finns listade i Catalogue of Life.